# ギデオン・ウェルズ

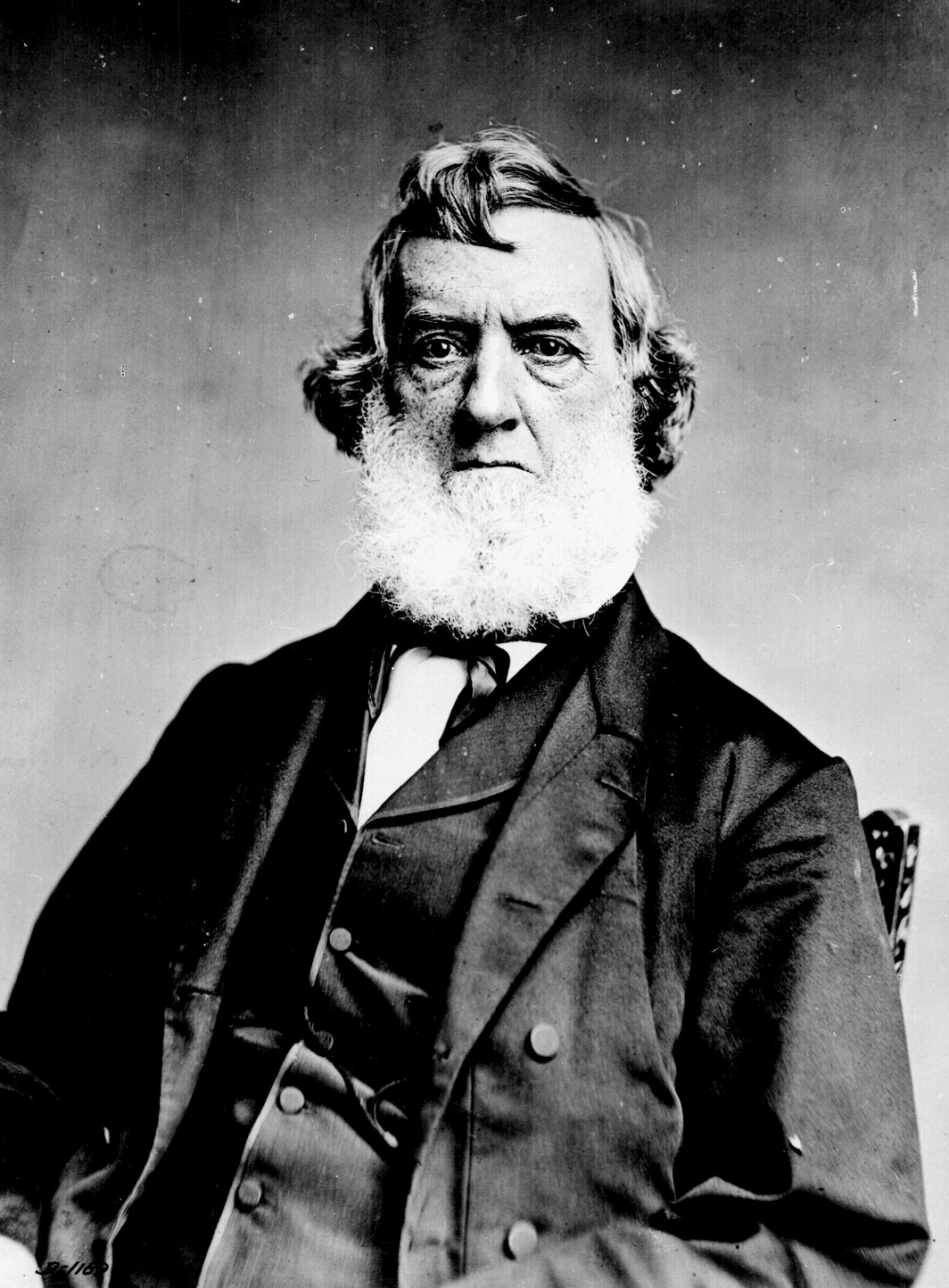
ギデオン・ウェルズ

ギデオン・ウェルズ（Gideon Welles, 1802年7月1日 - 1878年2月11日）は、アメリカ合衆国の政治家。1861年から1869年までエイブラハム・リンカーン、アンドリュー・ジョンソンの両大統領の下で第24代海軍長官を務めた。南北戦争において南部連合に対する海上封鎖を実施するために海軍の強化を図り、北軍の勝利に大きく貢献した。またウェルズは名誉勲章の創設を支援し、勲章のデザインを監督した。

## 生涯

### 青年期
1802年、ウェルズはコネチカット州グラストンベリーで生まれた。ウェルズはノーウィッチ大学で学士号を取得し、法律を学んで弁護士となったが、間もなく報道の世界に身を遷した。ウェルズは1826年にハートフォードでハートフォード・タイムズ新聞社を創設し、編集者となった。

### 政界への参入
ウェルズは新聞社の経営を成功させ、富を築いた。1827年から1835年まではコネチカット州下院議員も務め、政界とも密接なかかわりを持つようになった。その後、1835年から1836年まで州会計監査官、1836年から1841年までハートフォード郵便局長、1842年から1844年まで再び州会計監査官、1846年から1849年まで合衆国海軍食料衣類局長、1856年から1864年まで共和党全国委員会のコネチカット州代表、1860年に共和党全国大会のコネチカット州代表を務めた。
ウェルズは民主党ジャクソン派として、マーティン・ヴァン・ビューレンやジョン・ミルトン・ナイルズらと非常に緊密な関係を築いた。コネチカット民主党においてウェルズはアイザック・トウシーと対立した。ウェルズは1844年の大統領選挙でジェームズ・ポークを支持したが、1848年の大統領選挙では自由土地党として出馬したヴァン・ビューレンを支持し、民主党を離党した。
ウェルズは奴隷制度に反対する見解を示し、1854年に新たに設立された共和党に参加した。1856年には共和党の思想を以後数十年にわたって取り入れた新聞社ハートフォード・イヴニング・プレスを創設した。1860年の大統領選挙ではエイブラハム・リンカーンを強く支持した。そして同選挙で勝利したリンカーンは、ニューイングランド出身で論理派の政治家であったウェルズを海軍長官として指名した。

### 海軍長官

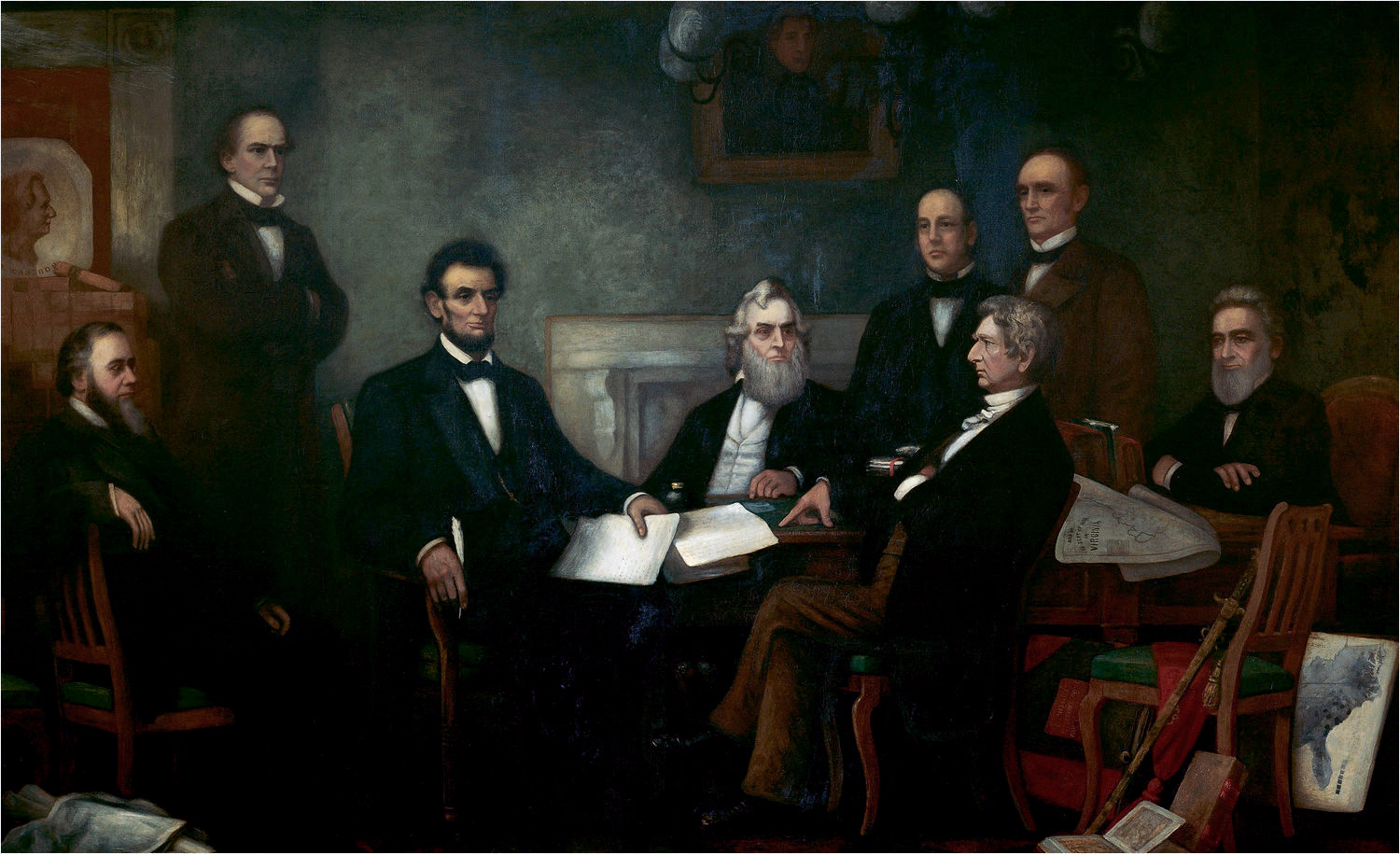
奴隷解放宣言の草案について議論するリンカーン大統領と大統領顧問団（1862年7月22日）。左から、スタントン陸軍長官、ハムリン副大統領、リンカーン大統領、ウェルズ海軍長官、チェイス財務長官、スワード国務長官、ブレア郵政長官、ベイツ司法長官

リンカーンの大統領当選後、自由貿易と奴隷制を支持する南部諸州はリンカーンの政策に反発し、次々と連邦離脱した。それに伴い南部諸州の士官も一斉に辞職し、合衆国海軍省は混乱状態に陥った。1861年3月に海軍長官に着任したウェルズは、当時の合衆国海軍の艦船の中では最強と謳われたフリゲート艦ポウハタンを南部で孤立したサムター要塞に派遣し、弾薬・物資の補給と要塞の防衛を命じた。だが不運なことに、それとは別にリンカーン大統領がポウハタンをフロリダ州ペンサコーラに派遣する命令を出していた。その結果、サムター要塞は4月12日にポウハタンの支援を受けることなく南部連合から一斉砲撃を受け、ロバート・アンダーソン少佐率いる要塞部隊は撤退を余儀なくされた。
サムター要塞の戦いによって開戦した南北戦争は、間もなく南北双方にとっての総力戦となった。4月19日、合衆国陸軍総司令官ウィンフィールド・スコットはアナコンダ作戦を立案し、海上封鎖とミシシッピ川の掌握による南部の経済封鎖を提案した。合衆国国務長官ウィリアム・スワードもこれに賛成した。ウェルズは経済封鎖の効果の遅さや十分な包囲網を確立できない可能性を考慮し、声高に反対したが、最終的にはリンカーン大統領の権限によって実行されることになった。懸念はあったものの、ウェルズは合衆国海軍の再構築に尽力し、海上封鎖で南部の輸入ルートを絶つことに成功した。南部は主要収入源であった綿花を輸出できなくなり、経済的に衰弱していった。合衆国海軍は南部の海岸線約3500マイルを完全に封鎖するには至らなかったが、北軍の勝利に大きく寄与した。リンカーンはウェルズをローマ神話における海を司る神にちなんで「ネプチューン」という愛称で呼んだ。
ウェルズは合衆国海軍の再建には成功したものの、リンカーン政権内での立場はあまり良好ではなかった。ウェルズの反イギリス的な感情はしばしばウィリアム・スワード国務長官と対立し、またウェルズの保守的な姿勢はサーモン・チェイス財務長官やエドウィン・スタントン陸軍長官と衝突を引き起こした。ウェルズはリンカーン大統領の後任のアンドリュー・ジョンソン大統領の下でも海軍長官に任命されたが、戦後復興について大統領と政策の不一致を見せ、1868年に民主党に加わった。だがジョンソン大統領が弾劾裁判にかけられると、一転してジョンソン大統領支持を打ち出し、水面下での妥協を試みた。そして弾劾裁判でジョンソン大統領が弾劾を免れると、ウェルズは大統領の任期満了となる1869年まで海軍長官を務めた。

### 晩年
海軍長官退任後、ウェルズは作家業に復帰し、『リンカーンとスワード』（1874年）など、いくつかの本を著した。そして1878年、ウェルズはコネチカット州ハートフォードで死去した。ウェルズの遺体はハートフォード市内のシーダーヒル墓地に埋葬された。
ウェルズの死後、1911年に公表された彼の日記には、南北戦争で連邦維持に尽力した人々や南北戦争中に起こった問題に対する、独特で興味深い洞察が書かれていた。
合衆国海軍では、ウェルズの功績を称えて、以下の艦船にウェルズの名がつけられた。
- USS Welles (DD-257)
- USS Welles (DD-628)

## 家族
- 父親: サミュエル・ウェルズ (Samuel Welles, 1754-1834)
- 母親: アン・ヘイル (Ann Hale, 1763-1816)

- 妻: メアリー・ジェーン・ヘイル (Mary Jane Hale, 1817-1886)
  - 結婚: 1835年6月16日

- 子供:
  - アン・ジェーン・ウェルズ (Anna Jane Welles, 1836-1854)
  - サミュエル・ウェルズ (Samuel Welles, 1838-1839)
  - エドワード・ギデオン・ウェルズ (Edward Gideon Welles, 1840-1843)
  - エドガー・サディアス・ウェルズ (Edgar Thaddeus Welles, 1843-1914)
  - トマス・グラストンベリー・ウェルズ (Thomas Glastonbury Welles, 1846-????)
  - ジョン・アーサー・ウェルズ (John Arthur Welles, 1849-????)
  - ハーバート・ベイビー・ウェルズ (Herbert baby Welles, 1852-1853)
  - メアリー・ジュニアタ・ウェルズ (Mary Evelina Hunter, 1854-1858)
  - ハーバート・ウェルズ (Herbert Welles, 1858-????)